# Praia Pequena
A Praia Pequena é uma praia do Arquipélago de São Tomé e Príncipe, localiza-se a Oeste da ilha do Príncipe localizada entre o promontório da Ponta Marmita e do promontório da Ponta Manjona.  